# دنبوکیژ
دنبوکیژ (به لهستانی:  Dębokierz) یک روستا در لهستان است که در گمینا کژشتسه واقع شده‌است. دنبوکیژ ۷۰ نفر جمعیت دارد.